# 治癒魔法の間違った使い方 〜戦場を駆ける回復要員〜
『治癒魔法の間違った使い方 〜戦場を駆ける回復要員〜』（ちゆまほうのまちがったつかいかた せんじょうをかけるかいふくよういん）は、くろかたによる日本のライトノベル。小説家になろう（ウェブ連載版）にて2014年3月から連載中で、MFブックス（KADOKAWA）より2016年3月からウェブ連載版から異なる展開となる書籍版が刊行中。イラストはKeGが担当している。第2回ライト文芸新人賞にて佳作を受賞。2023年12月には新たな物語を迎える『治癒魔法の間違った使い方 Returns』がMFブックスから刊行開始。2024年8月時点で電子版を含めたシリーズ累計部数は400万部、同年10月時点で電子版を含めたコミックス累計部数は330万部をそれぞれ突破している。
メディアミックスとして、九我山レキによるコミカライズ版が『月刊コンプエース』（KADOKAWA）にて2017年6月号から連載中。2022年10月時点で電子版を含めたコミックス累計部数は200万部を突破している。スピンオフコミカライズとして『治癒魔法の間違った使い方 〜誘いの街・レストバレー〜』が、カクキカイによる作画で『FWコミックスオルタ』（フロンティアワークス）にて2023年8月から2025年7月までピッコマでの先行配信で連載された。テレビアニメは第1期が2024年1月から3月まで放送され、同年8月には第2期制作が発表された。

## あらすじ
ある日、高校生の兎里健（ウサト）・龍泉一樹（カズキ）・犬上鈴音（スズネ）は異世界の王国に召喚されるが、勇者として呼ばれたのはカズキとスズネであり、ウサトは付近にいて巻き込まれただけだった。まもなく、治癒魔法の素質を持っていたウサトは無自覚のままそれを発現した結果、救命団なる部隊に配属される。救命団とは、治癒魔法で自身の傷を癒やしながら鍛え上げた肉体で誰よりも早く戦場を駆け回って負傷者を収容・治療し、時には負傷者を出す原因を自力で排除するという脳筋集団だった。

## 登場人物
声の項はドラマCD版 / テレビアニメ版の声優。一人の場合は特記のない限りテレビアニメ版の声優。

### 主要人物
ウサト / 兎里健（うさと けん）
声 - 斉藤壮馬 / 坂田将吾
本作の主人公。魔法が使えれば楽が出来ると考える自堕落な性格。平凡な高校2年生だがカズキやスズネの召喚に巻き込まれ、適性検査で治癒魔法使いの素質を持つと判明されたこともあり救命団に入り、勇者とは違う斜め上の活躍をしていくことになる。本人に自覚はないが、本気で戦うと決めた際には鬼のような形相になると言われている。
救命団に所属しており、魔法系統は治癒。
カズキ / 龍泉一樹（りゅうせん かずき）
声 - 島﨑信長 / 高梨謙吾
ウサトのクラスメイトで生徒会副会長を務めるイケメン。勇者として異世界に召喚される。
王国の騎士隊に所属しており、魔法系統は光。
スズネ / 犬上鈴音（いぬかみ すずね）
声 - 小松未可子 / 七瀬彩夏
ウサトの学校の生徒会長。才色兼備で学校中の憧れの的だが、実は残念属性あり。勇者として異世界に召喚される。
王国の騎士隊に所属しており、魔法系統は雷。
アマコ
声 - 洲崎綾 / 会沢紗弥
ウサトに奇妙な映像を見せた獣人の少女。非常に小柄ではあるが、年齢はウサトたちもそう違わない模様。予知能力を持ち、その予知によってウサトと関わる。ウサトにフェルムの手でスズネとカズキが殺される光景を見せた。
ローズ
声 - 伊藤静 / 田中敦子
救命団の団長。元は騎士だったが、味方を救うことを志して救命団を立ち上げた。あらゆる障害を腕力で解決していく女傑で、理不尽の権化とも呼ばれている。
かつて慢心で部下を失い、右目を負傷したことを後悔しており、「死なない部下」を求めて苛烈な訓練を部下に課している。そんなときに現れたウサトは「死なない部下」に最適の人材として、かなりの期待を込めている。
ブルリン
声 - 田村睦心 / 渡辺明乃
ブルーグリズリーという強力な魔物の子供で、ウサトとは両親の仇である大蛇との戦いを経て彼に懐く。その後ウサトの管理下の元救命団の一員となった。
ネア
ネクロマンサーと吸血鬼のハーフという女性。見た目は若いが年齢は300歳以上と、かなりいってる。フクロウに変化できる。イアヴァ村で村人を操りながら暮らしていたが、ウサトと出会い、色々あって無理やりに使い魔契約を結び同行する。

### 救命団
アレク、トング、ゴムル、グルド、ミル
声 - 奈良徹（アレク）、伊藤健太郎（トング）、堀総士郎（ゴムル）、藤井隼（グルド）、堀井茶渡（ミル）
救命団団員。強面揃いでガラも良いとは言えない。フェルムからはオーガやゴブリンと判断されている。
治癒魔法使いではないが、鍛え抜いた肉体で戦場を目に映らない速度で走り、負傷者を回収し、後方へ運ぶのが任務。
オルガ、ウルル
声 - 中村源太（オルガ）、青山吉能（ウルル）
救命団団員。兄妹で、兄のオルガは23歳。妹のウルルは18歳。平時は街で診療所を営んでいる。治癒魔法使いだが、前線ではなく後方に控えてアレクたちが運んできた負傷者を治療する。実は治癒魔法の効果が高く怪我だけでなく病気まで治癒できるが、逆に自己治癒を苦手としているため、救命団式の訓練には付いて行けない。
フェルム
声 - 悠木碧
魔族軍で「黒騎士」の異名を持っている女。無気力でやる気が無い。自分が受けた攻撃を相手に返す「反転」という魔法の使い手。
カズキとスズネに重傷を負わせるが、ウサトには敗北して救命団預かりの捕虜となった。
ナック・アーガレス
魔導都市ルクヴィスの魔導学園に通う学生。実家は水魔法を得意とする貴族だが、適性検査で発覚した治癒魔法の適性から両親から見放され、周囲からもバカにされていた。治癒魔法に関しても他者に掛けることが出来なくなっていたが、ウサトと出会ったことから克服して学園も退学し、家名を捨てて救命団に入ることを決め、リングルに向かう。

### その他の人物
ロイド・ブルーガスト・リングル
声 - 家中宏
リングル王国の国王。
セリア・ブルーガスト・リングル
声 - 上田麗奈
国王ロイドの娘、リングル王国の姫。
セルジオ
声 - 千葉進歩
リングル王国の宰相。
シグルズ
声 - てらそままさき
リングル王国の騎士団長。
アルク・ガーデル
声 - 小松昌平
リングル王国の騎士。本来なら近衛騎士にもなれるという腕利きだが、本人曰く不器用とのことで城門の警護をしている。剣術に火属性魔法を重ねることで相当な火力を発揮できる。
ウェルシー
声 - 長縄まりあ
リングル王国お抱えの魔導士。カズキやスズネに魔法を指導している。
アーミラ・ベルグレッド
声 - 上田瞳
魔王軍第三軍団の軍団長。
ヒュルルク
声 - 羽多野渉
魔王軍に所属する研究員。

## 既刊一覧

### 小説
- くろかた（著）・KeG（イラスト） 『治癒魔法の間違った使い方 〜戦場を駆ける回復要員〜』 KADOKAWA〈MFブックス〉、全12巻
  1. 2016年3月25日発売[15]、ISBN 978-4-04-068185-6
  2. 2016年6月24日発売[16]、ISBN 978-4-04-068427-7
  3. 2016年9月23日発売[17]、ISBN 978-4-04-068636-3
  4. 2017年1月25日発売[18]、ISBN 978-4-04-069054-4
  5. 2017年4月25日発売[19]、ISBN 978-4-04-069191-6
  6. 2017年9月25日発売[20]、ISBN 978-4-04-069498-6
  7. 2018年2月24日発売[21]、ISBN 978-4-04-069727-7
  8. 2018年7月25日発売[22]、ISBN 978-4-04-065023-4
  9. 2018年11月24日発売[23]、ISBN 978-4-04-065306-8
  10. 2019年4月25日発売[24]、ISBN 978-4-04-065682-3
  11. 2019年10月25日発売[25]、ISBN 978-4-04-064060-0
  12. 2020年3月25日発売[26]、ISBN 978-4-04-064538-4
- くろかた（著）・KeG（イラスト） 『治癒魔法の間違った使い方 Returns』 KADOKAWA〈MFブックス〉、既刊2巻（2024年3月25日現在）
  1. 2023年12月25日発売[27]、ISBN 978-4-04-683145-3
  2. 2024年3月25日発売[28]、ISBN 978-4-04-683481-2

### 漫画
- 九我山レキ（漫画）・くろかた（原作）・KeG（キャラクター原案） 『治癒魔法の間違った使い方 〜戦場を駆ける回復要員〜』 KADOKAWA〈角川コミックス・エース〉、既刊16巻（2025年3月25日現在）
  1. 2017年9月26日初版発行（同日発売[29][30]）、ISBN 978-4-04-106129-9
  2. 2018年2月26日初版発行（同日発売[31]）、ISBN 978-4-04-106728-4
  3. 2018年9月26日初版発行（9月22日発売[32]）、ISBN 978-4-04-107356-8
  4. 2019年3月4日初版発行（同日発売[33]）、ISBN 978-4-04-107897-6
  5. 2019年8月26日初版発行（同日発売[34]）、ISBN 978-4-04-108579-0
  6. 2020年3月24日初版発行（同日発売[35]）、ISBN 978-4-04-108580-6
  7. 2020年10月26日初版発行（同日発売[36]）、ISBN 978-4-04-110503-0
  8. 2021年4月26日初版発行（4月24日発売[37]）、ISBN 978-4-04-110504-7
  9. 2021年11月26日初版発行（同日発売[38]）、ISBN 978-4-04-111801-6
  10. 2022年3月26日初版発行（同日発売[39]）、ISBN 978-4-04-111802-3
  11. 2022年10月26日初版発行（10月25日発売[40]）、ISBN 978-4-04-113043-8
  12. 2023年3月25日初版発行（同日発売[41]）、ISBN 978-4-04-113044-5
  13. 2023年10月26日初版発行（同日発売[42]）、ISBN 978-4-04-114234-9
  14. 2024年3月26日初版発行（同日発売[43]）、ISBN 978-4-04-114235-6
  15. 2024年10月25日発売[44]、ISBN 978-4-04-115519-6
  16. 2025年3月25日発売[45]、ISBN 978-4-04-115858-6
- カクキカイ（漫画）・くろかた（原作）・KeG（キャラクター原案） 『治癒魔法の間違った使い方 〜誘いの街・レストバレー〜』 フロンティアワークス〈FWコミックスオルタ〉、全3巻
  1. 2024年2月17日発売[46]、ISBN 978-4-86657-735-7
  2. 2024年10月18日発売[47]、ISBN 978-4-86657-810-1
  3. 2025年8月18日発売[48]、ISBN 978-4-86657-871-2

## テレビアニメ
2021年8月15日、YouTubeで配信された「【MFブックス】レーベル8周年記念WEB特番！」にて、本作のアニメ化が発表され、2023年5月17日にテレビアニメとして放映されることが発表された。『治癒魔法の間違った使い方』のタイトルで、第1期が2024年1月から3月までTOKYO MXほかにて放送された。同年8月には第2期の制作が決定している。

### スタッフ
- 原作 - くろかた[51]
- キャラクター原案 - KeG[51]
- 監督 - 緒方隆秀[51]
- シリーズ構成・脚本 - ヤスカワショウゴ[51]
- キャラクターデザイン - 田辺謙司[51]
- 色彩設計 - 日野正秋[14]
- 美術監督 - 内藤健[14]
- 美術設定 - 高橋麻穂
- 撮影監督 - 山本耕平[14]
- 編集 - 小峰博美[14]
- 音響監督 - 今泉雄一[14]
- 音響効果 - 小山恭正
- 音響制作 - HALF H・P STUDIO[14]
- 音楽 - Elements Garden（藤間仁、近藤世真）[13]
- 音楽制作 - ランティス[14]
- 音楽プロデューサー - 竹山茂人
- プロデューサー - 黒澤典弘、大須賀翔、臼井久人、川島麻衣、廣川浩二
- プロップデザイン・アニメーションプロデューサー - 加藤茂
- アニメーション制作 - スタジオアド×シンエイ動画[51]
- 製作 - 「治癒魔法の間違った使い方」製作委員会

### 主題歌
「Cure」
waterweedによる第1期オープニングテーマ。作詞はTomohiro Ohga、作曲・編曲はwaterweed。
「Green jade」
ChouChoによる第1期エンディングテーマ。作詞・作曲はChouCho、編曲は村山☆潤。

### 各話リスト
| #1  | 巻き込まれて異世界！ | 緒方隆秀   | 緒方隆秀 | -                                        | 田辺謙司                              | 2024年 1月6日 |
| #2  | 地獄の始まり！       | 緒方隆秀   | 緒方隆秀 | 岸智恵美 根津壮志 戸沢東                 | -                                     | 1月13日       |
| #3  | 過酷！リングルの闇！ | 緒方隆秀   | 緒方隆秀 | 根津壮志                                 | 天﨑まなむ                            | 1月20日       |
| #4  | 救命団員ウサト！     | 緒方隆秀   | 緒方隆秀 | -                                        | 岸智恵美                              | 1月27日       |
| #5  | ウサト、再び森へ！   | 緒方隆秀   | 江上雅之 | 坂巻貞彦                                 | 小峰正頼 岸智恵美 根津壮志            | 2月3日        |
| #6  | 迫り来る危機……！     | 石山タカ明 | 岡英和   | 市来剛 杉山さよ                          | -                                     | 2月10日       |
| #7  | 決意の夜！           | 緒方隆秀   | 斉藤秀二 | 趙小川 徐超 陳玲玲 姜海華                | 渡辺まゆみ 槙田一章                   | 2月17日       |
| #8  | 大隊長ローズ         | 緒方隆秀   | 辻橋綾佳 | 高橋晃 遠藤香 上家礼衣 小村柚葉 板倉和弘 | 中澤あこ                              | 2月24日       |
| #9  | 終わりと始まり       | 緒方隆秀   | 緒方隆秀 | 根津壮志                                 | 根津壮志                              | 3月2日        |
| #10 | 最狂!?黒騎士現る！   | 緒方隆秀   | 江上雅之 | 坂巻貞彦                                 | 天﨑まなむ 小峰正頼 岸智恵美 根津壮志 | 3月9日        |
| #11 | 炸裂！必生の拳！     | 緒方隆秀   | 緒方隆秀 | -                                        | 岸智恵美 根津壮志                     | 3月16日       |
| #12 | 黒騎士の素顔！       | 緒方隆秀   | 緒方隆秀 | -                                        | 岸智恵美 根津壮志                     | 3月23日       |
| #13 | 旅立ち！             | 緒方隆秀   | 緒方隆秀 | -                                        | 田辺謙司 岸智恵美 根津壮志            | 3月30日       |

### 放送局
| 放送期間               | 放送時間                     | 放送局   | 対象地域 | 備考                                 |
| ---------------------- | ---------------------------- | -------- | -------- | ------------------------------------ |
| 2024年1月6日 - 3月30日 | 土曜 0:30 - 1:00（金曜深夜） | TOKYO MX | 東京都   |                                      |
|                        |                              | BS11     | 日本全域 | BS放送 / 『ANIME+』枠                |
|                        | 土曜 23:30 - 日曜 0:00       | AT-X     | 日本全域 | CS放送 / 字幕放送 / リピート放送あり |

| 配信開始日    | 配信時間                           | 配信サイト                                                                                      |
| ------------- | ---------------------------------- | ----------------------------------------------------------------------------------------------- |
| 2024年1月6日  | 土曜 0:30（金曜深夜） 更新         | ABEMA                                                                                           |
| 2024年1月9日  | 火曜 0:30（月曜深夜）以降 順次更新 | dアニメストア（本店・ニコニコ支店・for Prime Video）                                            |
| 2024年1月11日 | 木曜 0:30（水曜深夜）以降 順次更新 | Netflix Amazon Prime Video Lemino U-NEXT アニメ放題 DMM TV Hulu FOD バンダイチャンネル niconico |
|               | 木曜 12:00以降 順次更新            | HAPPY!動画 TELASA J:COM STREAM auスマートパスプレミアム milplus                                 |

### BD
| 巻  | 発売日        | 収録話         | 規格品番  |
| --- | ------------- | -------------- | --------- |
| BOX | 2024年4月24日 | 第1話 - 第13話 | FFXN-9005 |

### Webラジオ
『治癒ラジオの間違った使い方』が2023年12月28日から2024年4月11日まで毎週木曜日に音泉にて配信。パーソナリティはウサト役の坂田将吾。アーカイブをGREE Entertainment ANIME & GAME【公式】Youtubeチャンネルにて配信。
| タイトル | 第1期                      | 第1期                                                    |
| タイトル | 治癒ラジオの間違った使い方 | 治癒ラジオの間違った使い方                               |
| 回       | 配信日                     | ゲスト （担当役）                                        |
| -------- | -------------------------- | -------------------------------------------------------- |
| 第1回    | 2023年12月28日             | 七瀬彩夏（スズネ）                                       |
| 第2回    | 2024年1月4日               | 高梨謙吾（カズキ）                                       |
| 第3回    | 2024年1月11日              | 七瀬彩夏（スズネ）                                       |
| 第4回    | 2024年1月18日              | 伊藤健太郎（トング）                                     |
| 第5回    | 2024年1月25日              | 渡辺明乃（ブルリン）                                     |
| 第6回    | 2024年2月1日               | 中村源太（オルガ）                                       |
| 第7回    | 2024年2月8日               | 七瀬彩夏（スズネ）                                       |
| 第8回    | 2024年2月15日              | 会沢紗弥（アマコ）                                       |
| 第9回    | 2024年2月22日              | 高梨謙吾（カズキ）                                       |
| 第10回   | 2024年2月29日              | ー                                                       |
| 第11回   | 2024年3月7日               | 小原好美（アウル）                                       |
| 第12回   | 2024年3月14日              | パーソナリティ代理 七瀬彩夏（スズネ） 田中敦子（ローズ） |
| 第13回   | 2024年3月21日              | 上田瞳（アーミラ）                                       |
| 第14回   | 2024年3月28日              | 会沢紗弥（アマコ）                                       |
| 第15回   | 2024年4月11日              | 悠木碧（黒騎士/フェルム）                                |